# أول مرة (ألبوم)
أول مرة هو ألبوم غنائي للمطربة اللبنانية ديانا حداد من إنتاج شركة عالم الفن، تم طرح الألبوم في الأسواق عام 2004.

## الاغاني
الألبوم مكون من 13 أغنية.
- حـبـي لـك
- ويـلـي
- خـلـيـني ساكتة
- آخرتها معاك
- أول مـرة
- زمـن قـاسـي
- كـنـت حـاسبـك
- ياويـلك يا ظالم
- بـلاش
- كلمة يا غالي
- حفضل أحبك
- لو مادخلت براسي
- صـاحـبـي